# Navicella pileata
Navicella pileata är en svampart som först beskrevs av Tode, och fick sitt nu gällande namn av Fabre 1879. Navicella pileata ingår i släktet Navicella och familjen Massariaceae.  Arten är reproducerande i Sverige. Inga underarter finns listade i Catalogue of Life.